# Аниний Максим
Аниний Максим (на латински: Aninius Maximus) е политик и сенатор на Римската империя през 3 век.
През 289 г. той е суфектконсул заедно с Флавий Децим.